# António Mascarenhas Monteiro
António Mascarenhas Monteiro (Santa Catarina, 16 de febrero de 1944-Praia, 16 de septiembre de 2016) fue presidente de Cabo Verde entre el 22 de marzo de 1991 y 22 de marzo de 2001. Fue el primer presidente electo a través de elecciones multipartidarias.

## Biografía

### Primeros años
Monteiro nació el 16 de febrero de 1944, en Cabo Verde. asistió a la universidad de Lovaina, Bélgica y obtuvo su licenciatura en Derecho en la Universidad Católica de Lovaina. Trabajó en el Centro de Derecho Público de Lovaina hasta que regresó a Cabo Verde en 1977.

### Presidente de la República de Cabo Verde: 1991 - 2001
Durante el gobierno unipartidista del Partido Africano de la Independencia de Cabo Verde, Monteiro se desempeñó en varios puestos de alto nivel. Fue Secretario General de la Asamblea Nacional de 1977 a 1980 y Presidente de la Corte Suprema de Justicia entre 1980 y 1990. Su partido, el Movimiento para la Democracia, legalizado en ese mismo año, triunfó en las elecciones parlamentarias del 13 de enero de 1991, con una participación del 75,5%, ganando 56 de los 79 escaños. Un mes más tarde, el 17 de febrero, Monteiro fue el candidato para la presidencia de su país, disputándose con Aristides Pereira, el presidente incumbente desde la independencia, y ganó arrasadoramente con el 73% de los votos, en una participación del 61,4%.
Monteiro fue reelegido para otro mandato de cinco años en febrero de 1996, en unas elecciones en las que fue el único candidato, y con una muy baja participación electoral, del 43,3%. Finalmente, tras completar su último mandato permitido por la constitución, dejó el cargo en 2001, tras la realización de nuevas elecciones. En ellas se presentó como candidato Carlos Veiga, que perdió ante el Partido Africano de la Independencia de Cabo Verde, que tenía a Pedro Pires como candidato.

### Controversia sobre Timor Oriental
El 19 de septiembre de 2006, se anunció que Monteiro iba a ser elegido como jefe de la misión de las Naciones Unidas en la recientemente independizada Timor Oriental (la cual previamente también había sido una colonia portuguesa), sucediendo a Sukehiro Hasegawa. El nombramiento de Monteiro fue criticado en Timor Oriental, debido a que Monteiro tenía muy bajo dominio del inglés. El entonces Presidente de Timor Oriental, Xanana Gusmão, expresó su preocupación al respecto.
Finalmente, el 25 de septiembre, Monteiro anunció que había cambiado de opinión y no aceptaría el cargo. Le dijo a los periodistas que le habían informado por el Secretario General Adjunto que había reservas respecto a su nombramiento por parte de las partes involucradas y ya no estaba interesado en servir en Timor Oriental. Según Monteiro, el trabajo de un representante del Secretario General de las Naciones Unidas es muy delicado y debe hacerse en un clima de respeto mutuo. Por lo tanto, decidió retirarse antes de generar problemas futuros, "teniendo en cuenta la difícil situación de Timor Oriental".

### Últimos años
La esposa de Monteiro, Antonina Mascarenhas Monteiro, conocida ampliamente como Tuna Mascarenhas, la ex primera dama de Cabo Verde, murió en Praia el 8 de septiembre de 2009, a la edad de 65. Monteiro falleció el 16 de septiembre de 2016, por causas naturales, a los 72 años. El gobierno decretó cuatro días de duelo nacional en memoria del primer presidente democrático del país, por lo que la campaña para las elecciones presidenciales ese mismo mes fue aplazada.